# Sujeta sujet
Sujeta sujet (russisk: Суета сует) er en sovjetisk spillefilm fra 1979 af Alla Surikova.

## Medvirkende
- Galina Polskikh som Marina Petrovna
- Mher Mkrttjyan som Boris Ivanovitj
- Leonid Kuravljov som Volodja
- Anna Varpakhovskaja som Liza
- Svetlana Petrosyants som Natasja